# Пенн, Джон
Джон Пенн (англ. John Penn; 1805, Гринвич — 1878, Лондон) — английский инженер, изобретатель в области корабельных двигателей и гребных систем. Один из выдающихся изобретателей Великобритании, благодаря которым королевский флот осуществил переход от использования паруса к энергии паровой машины.
Предприниматель, владелец фирмы, которая в середине XIX века, благодаря его революционным инновациям, стала основным поставщиком Королевского военно-морского флота Великобритании.

## Биография
Сын инженера, владельца фирмы по производству сельскохозяйственного оборудования. С юности помогал отцу и в начале 1830-х годов стал его полноправным партнером. Тогда же проявил себя изобретателем, усовершенствовав несколько механизмов. Позже, стал работать в области совершенствования морских двигателей. Его движители мощностью в 40 лошадиных сил были установлены на колесных пароходах «Ипсвич» и «Суффолк», которые были первыми морскими двигателями спроектированными и построенными Дж. Пенном.
В 1844 году оснастил новым двойным двигателем адмиралтейскую яхту «HMS Black Eagle», при этом без увеличения веса и занимаемого пространства по сравнению с существовавшим до этого. За этим последовали новые разработки.
К моменту смерти Пенна в 1878 году, его двигатели были установлены на 230 кораблях британского флота, в том числе, HMS Agamemnon (1852), SS Great Britain, HMS Warrior (1860) (снабжённого 5267-сильной горизонтальной паровой машиной, снабжаемой паром от 10 котлов), SS Xantho, корвет «Кристофоро Коломбо» (1875, ныне в Лондонском музее естествознания), броненосец «Голиаф» и др.
Джон Пенн был членом Института инженеров-механиков с 1848 года, его президентом в 1858—1859 и 1867—1868 годах.
В июне 1859 года избран членом Лондонского королевского общества. Один из создателей Королевского института кораблестроения в 1860 году.